# Веня Д’ркин
Ве́ня Д’ркин (читается как Ды́ркин), настоящее имя — Алекса́ндр Миха́йлович Литви́нов (11 июня 1970, пос. Должанское, Луганская область, УССР — 21 августа 1999, Королёв, Московская область) — украинский музыкант, поэт, рок-бард.

## Биография
Отец Вени Д’ркина, Михаил Фёдорович Литвинов, был директором школы посёлка Должанское, мать — учителем математики. С 7 лет Саша Литвинов писал стихи, с 12 лет рисовал и писал маслом картины, учился играть на гитаре. Учился в школе № 18 Свердловска (Луганская область). C 14 лет руководил школьным ВИА.
В 1987 году окончил учёбу в школе с золотой медалью и поступил в Рижское военно-политическое училище, но учиться там не стал, а сразу же перевёлся в Донецкий политехнический институт на геологоразведочный факультет.
В 1988 году был призван в армию. Служил в конвое, охране и ракетных войсках в Павлограде, затем был переведён водителем в Донецк. Осенью 1989 года уволен в запас. До 1991 года жил в посёлке Мироновском Дебальцевского района, где работал водителем и писал песни.
В 1991 году перевёлся в Луганский сельскохозяйственный институт на факультет механизации сельского хозяйства. Осенью того же года познакомился с девушкой Полиной (Пэм), которая в 1994 году стала его женой. Тогда же он собрал коллектив «Давай-Давай». Они играли на нескольких концертах в ДК ЛСХИ.
Весной 1993 года выступил на фестивале «Рок против наркотиков», а осенью перевёлся на заочное обучение и уехал в посёлок Новолуганское (Артёмовский район Донецкой области), где работал сначала слесарем на КРС, а потом художником в Доме культуры.
Весной 1994 года женился на Полине (Пэм). В том же году участвовал в фестивале «Оскольская лира», где шутливо заявил, что он Веня Ды́ркин из Максютовки, и под этим псевдонимом он стал лауреатом. Осенью этого же года Д’ркин с Полиной переехали в Свердловск (Луганская область), где Литвинов работал в старших классах школы № 18 учителем физики. 12 декабря 1994 года у них родился сын Денис.
Летом 1995 года Д’ркин во второй раз участвовал в фестивале «Оскольская лира», где получил гран-при. Осенью переехал с семьёй в Луганск, где работал на стройке.
Летом 1996 года Д’ркин снова ездил на фестиваль, где пел уже в качестве почётного гостя. Бард Геннадий Жуков позвал его в Москву с обещанием помочь. Осенью по финансовым причинам Д’ркин перевез семью обратно в Свердловск, а сам поехал в Москву.
В октябре-декабре 1996 года Д’ркин сыграл несколько квартирников, два концерта в театре-студии песни Виктора Луферова «Перекрёсток», записал на студии «Остров» магнитоальбом «Крышкин Дом».
В январе 1997 года Д’ркин перевез жену с сыном в Краснодон, там устроил её на работу, сам же снова уехал в Москву. 1997 год стал наиболее активным в концертном плане — многочисленные клубные и квартирные концерты, концерт на радиостанции «РаКурс», гастроли по городам Подмосковья, поездки в Воронеж, Харьков. Подготовил совместную программу с Геннадием Жуковым и выступал с ним на нескольких концертных площадках в Москве.
В марте 1997 года Д’ркин за три дня на студии Алексея Вертоградова записал альбом «Всё будет хорошо». В сентябре у Литвинова появились первые признаки болезни. В октябре в Луганском онкологическом диспансере был поставлен диагноз лимфогранулематоз. 19 октября 1997 года Литвинов крестился с именем Фома. В ноябре прошел первый сеанс лучевой терапии.
Болезнь отразилась на творчестве Д’ркина: многие из позднее написанных («Эныкы-бэныки», «А ты не конь», «Сегодня — чай» («Всё для всего»)) и введённых в репертуар («Детка» (В. Турчанин), более ранняя «Баба в оранжевом») песен являются развёрнутым призывом не тратить время жизни зря.
В 1998 году Д’ркин в перерывах между курсами химиотерапии (которые продолжали проводиться, несмотря на отсутствие улучшений) успел съездить в Мироновку (апрель, попытка электрического проекта с гитаристом Муком из состава группы «Ая»), Алчевск (1—2 мая, два концерта), Белгород (25 мая, концерт в ДК «Строитель»), на «Оскольскую Лиру» (июль, проект «Старички Джазовички») и в Старый Оскол (квартирник 28 июля).
В январе 1999 года Д’ркин записал на квартире у друзей черновой вариант сказки «Тае Зори» (накладками на двух магнитофонах). Тогда же Литвинов начал заниматься переписыванием текстов своих песен, их систематизацией.
3—4 мая случился кризис, связанный с разрушительным действием химиотерапии, после которого Александр Литвинов чудом выжил. Подруга семьи взяла телефонную книжку Литвинова и позвонила по всем имеющимся там номерам с просьбой о помощи. После этого началось какое-то движение — благотворительные концерты, сборы денег, писем.
В конце июня друзья перевезли Д’ркина в Москву в Институт гематологии РАМН, где поставили уже другой диагноз — лимфосаркома, ещё более неутешительный. Ещё полтора месяца в Москве врачи боролись за жизнь Литвинова, но 11 августа его выписали без надежды на выздоровление.
21 августа 1999 года Веня Д’ркин умер в городе Королёв (Московская область), 25 августа его похоронили в городе Свердловске Луганской области.
С 1988 по 1999 год он написал больше трёхсот песен, но только половина из них была издана в том или ином виде.

## Память
После смерти Вени был организован «Неформальный Фонд Вениамина Д’ркина», который занимается сбором и оцифровкой аудио- и видеоматериалов, реставрацией записей и распространением творчества.
В память о Вене Д’ркине проводятся музыкальные фестивали «ДрФест», «Вестень Свят Лета» и «Веничкина радуга».
На Донбассе существует литературное объединение «Стражи весны» — название фестиваля взято из песни Вени «Ода розовым псам». Объединение издаёт ежегодный альманах «Вольные стражи весны».
В 2023 году издательство «Выргород» выпустило книгу «ДрАнтология», посвящённую творчеству и жизни Вени Д’ркина. В книгу вошли все сохранившиеся тексты песен, биография, концертография и рисунки автора.

## Творчество
По оценке исследователя русской рок-поэзии и авторской песни В. А. Гаврикова творчество Вени Д’ркина можно определить как бард-рок или пост-бард: во многом близкое рок-музыке 1980-х годов, оно вобрало в себя множество других музыкальных и поэтических стилей. В музыке и текстах Вени постоянно встречаются аллюзии и реминисценции из разнообразных (как правило, песенных) источников — от Бориса Гребенщикова до А. Б. Пугачёвой. Кроме того, в поэтическом отношении творчеству Вени присущи яркие образы, обилие тропов, аллитерации, словотворчество, при этом артист использует различные приёмы усиления восприятия текстов, например, пение с определённым акцентом. Большинство песен Вени в большей или меньшей степени ироничны, однако среди его произведений есть и по-настоящему трагические.
Кроме поэтического и музыкального творчества рисовал, сочинял сказки.

## Дискография
Подавляющее большинство записей, кроме «Крышкин дом», «Всё будет хорошо» и нескольких бутлегов, вышли после смерти Д’ркина на лейбле «ДрДом».

| - 1989 — «Донецк`89» [2005, ДрДом] - 1990 — Концерт в Мироновке, акустика [2005, ДрДом] - 1990 — «Мироновка». Д’ркин & группа «Ая» [2005, ДрДом] - 1991 — «Донецкая бобина». Запись для Сергея Баряка, 15 декабря 1991 года [2005, ДрДом] - 1996 — «Крышкин дом» [2006, Выргород 007] - 1996 — Квартирник у Шабаева, Луганск, 17 марта 1996 года [2005, ДрДом] - 1996 — «Луганск студийный». Запись Игоря Шабаева, 17 апреля 1996 года [2005, ДрДом] - 1996 — Дебют в Театре песни «Перекрёсток», Москва, 16 октября 1996 года [2011, ДрДом] - 1996 — «Коллапс». Концерт в Театре песни «Перекрёсток», Москва, 3 ноября 1996 года [2015, Выргород 158] - 1996 — Домашний концерт у Макса Кротова, Москва, 6 ноября 1996 года [1998, Оберегъ] - 1996 — «ДрДом». Квартирник в Старом Осколе у Михаила Машкары осенью 1996 года [2003, ДрДом] - 1996 — Концерт в «Intoyo Club», декабрь 1996 года [2006, ДрДом] - 1996 — Песни Брайна, Луганск [2005, ДрДом] - 1997 — «Всё будет хорошо» («Дули две») [1997, Колокол] - 1997 — Концерт в Театре песни «Перекрёсток», Москва, 29 января 1997 года [2006, ДрДом] - 1997 — «Троицк». Концерт в Выставочном зале КТЦ «Тринити», Троицк, 2 февраля 1997 года [2006, ДрДом] - 1997 — Квартирник на Арбате у археологов, Москва, 6 февраля 1997 года [2006, ДрДом] - 1997 — «Сельхоз». Концерт в Луганском сельскохозяйственном институте 27 февраля 1997 года - 1997 — Концерт в рок-клубе на Басманке, Москва, 22 марта 1997 года [2012, ДрДом] - 1997 — Концерт на радио «РаКурс», Москва, 23 марта 1997 года - 1997 — «Ok Club». Концерт в Обнинском компьютерном клубе 29 марта 1997 года [2002, Выргород 017] - 1997 — «Запись для Дяди Коли», Воронеж, апрель 1997 года [2006, Выргород 008] - 1997 — Концерт в кинотеатре «Юность», Воронеж, 24 апреля 1997 года - 1997 — «Апекс». Концерт в ЦКиБ «Апекс», Воронеж, 3 июня 1997 года [2002, Выход В172] - 1997 — Концерт в «Юности», Харьков, 7 июня 1997 года - 1997 — Концерт на Басманке, Москва, 12 сентября 1997 года - 1997 — Квартирник на Покровке, Москва, 16 сентября 1997 года [2006, ДрДом] - 1997 — Концерт в Николаевском театре кукол, октябрь 1997 года - 1998 — «Алчевск». Концерт в Алчевске, кафе «Час пик», 1 мая 1998 года [2003, ДрДом] - 1998 — «Вернулся с неба…» Белгородский концерт 25 мая 1998 года [1999, NTS Media Studio] - 1998 — «Антрацит». Концерт в Антраците. («В гостях у Стаса») [2006, ДрДом] - 1998 — «Старички-джазовички». Галаконцерт «Оскольской Лиры» 27 июля 1998 года [2004, ДрДом] - 1998 — Последнее выступление. Концерт в Горловке, сентябрь 1997 года. - 1999 — «Тае Зори» [2015, Выргород 111] | - 2006 — «Анютины глазки» - 2006 — «Волос» - 2006 — «Джазики, романсики и блюзики» - 2006 — «Время и стекло» - 2006 — «ТиБиБо» - 2006 — «Чужое» (Веня Д’ркин исполняет песни других авторов) |